# ویدلاتا ستش
ویدلاتا ستش (به چکی: Vidlatá Seč) یک منطقهٔ مسکونی در جمهوری چک است که در شهرستان سویتاوی واقع شده‌است.
 ویدلاتا ستش ۶٫۱ کیلومتر مربع مساحت و ۲۷۶ نفر جمعیت دارد و ۴۲۶ متر بالاتر از سطح دریا واقع شده‌است.